# Сорочинська сотня
Сорочинська сотня (1648—1782 рр.) — військово-територіальна одиниця Війська Запорозького з центром у м. Сорочинці. Сформувалася наприкінці 1648 як військово-територіальний підрозділ Миргородського полку з назвою Краснопольська сотня. За Реєстром 1649 нараховувала 132 козака. Включала слободи Краснопіль і Сорочинці, які злилися в одне містечко Сорочинці. При проведенні Іваном Виговським адміністративної реформи 1658 названа вже Сорочинською сотнею. Постійно аж до ліквідації 1782 перебувала в Миргородському полку. Після ліквідації територія сотні ввійшла до Миргородського повіту Київського намісництва.
Сотники: Муха (1649), Борисенко Іван (1672), Мартиненко Іван (1682; 1691—1693), Романенко Іван (1686 —1689), Жученко Петро Андрійович (1713 —1722), Поджний Михайло (1721, н.), Горонескул Микола (1723 —1731), Улезько Степан (1737), Єфремов Федір (1741 —1745), Андрій Дем'янович (1745 —1748), Гончаренко Петро (1748 —1768), Маєвський Семен (1773 —1782).
Населені пункти сотні в 1729—1730 рр.: місто Сорочинці; села: Баранівка, Обухівка, Олефірівка, Опанасівка, Портянки, Савинці, Хутори; Підмонастирська слобідка.
Населені пункти сотні в 1750-х рр.: місто Сорочинці, села: Баранівка, Обухівка, Олефірівка, Опанасівка, Перевозець, Портянки, Савинці, Семеренки.